# Belz, Morbihan
Belz (Belz trong tiếng Bretagne) là một xã in thvà Morbihan département in Bretagne tây bắc Pháp. Xã này có diện tích 15,67 kilômét vuông, dân số năm 1999 là 3289 người. Khu vực này có độ cao từ 0-33 mét trên mực nước biển.
Cư dân của Belz danh xưng trong tiếng Pháp là Belzois.